# MP-461 «Стражник»
MP-461 «Стражник» — гражданское оружие самообороны несмертельного действия, сертифицированное в качестве бесствольного пистолета.

## История
Пистолет разработан коллективом конструкторов Ижевского механического завода (В. Шилов, С. Гуляев, С. Неупокоев, Р. Г. Шигапов, И. Коробейников), серийно выпускается с лета 2002 года и поступает в коммерческую продажу.
11 ноября 2002 года MP-461 был официально представлен на оружейной выставке "INTERPOLITEX-2002" и предложен на экспорт.

## Конструкция
MP-461 представляет собой бесствольный двухзарядный пистолет с отделяемым блоком стволов и системой электрического воспламенения капсюля патрона. Практически все основные детали MP-461 – корпус, патронная кассета, спусковой крючок – выполнены из пластмассы, это решение позволило снизить массу оружия.
Патронная кассета поворачивается на оси, расположенной в нижней передней части корпуса.
В качестве источника питания применяется стандартная батарея CR2032. Для проверки состояния батареи служит индикатор, расположенный на корпусе пистолета с левой стороны (если батарея заряжена, при нажатии на кнопку загорается красный диод; если батарея разряжена или отсутствует - диод не загорается).
Оружие снабжено предохранителем. Предохранитель имеет вид поперечной кнопки, встроенной в спусковой крючок пистолета. Включение предохранителя осуществляется нажатием на кнопку слева направо, выключение - нажатием справа налево.
На верхней поверхности патронной кассеты размещены прицельные приспособления - целик с мушкой.
C 2007 года выпускается вариант MP-461 со встроенным лазерным целеуказателем, расположенным перед спусковой скобой. Целеуказатель оснащён трёхцветным светодиодом - по мере расходования ресурса батареек цвет светодиода меняется в следующей последовательности: зелёный –
жёлтый – красный. Зелёный цвет подтверждает полный заряд, жёлтый – предупреждает о том, что батарея разряжается, красный цвет говорит об обязательной смене батареек.
По тактико-техническим характеристикам ближайшим аналогом MP-461 является бесствольный пистолет ПБ-2 "Эгида" (двуствольный вариант бесствольного пистолета ПБ-4 "ОСА").

## Боеприпасы
При стрельбе используются специальные патроны 18×45 мм нелетального действия с травматическим, сигнальным, осветительным или светошумовым зарядом, снабженные электрокапсюлем.

## Страны-эксплуатанты
- Россия - сертифицирован в качестве гражданского оружия самообороны, разрешён к использованию сотрудниками частных охранных структур[4], принят на вооружение сотрудников сторожевых и военизированных подразделений ФГУП "Охрана" МВД РФ[5].
- Казахстан - сертифицирован в качестве гражданского оружия самообороны[6], разрешён к использованию сотрудниками частных охранных структур[7].
- Кыргызстан - с 2002 года[8] MP-461 разрешены в качестве гражданского оружия самообороны[9]